# Maud Nörklit
Maud Elisabet Nörklit, född Sundberg den 22 december 1911 i Oscars församling i Stockholm, död den 30 november 2010 i Danderyds församling, var en svensk friidrottare (sprinter och häcklöpare).
Nörklit tävlade för klubbarna IFK Enskede (till och med 1929), IK Göta (1930 till 1939) och Malmö AI (från och med 1941). Hon utsågs år 1948 retroaktivt till Stor grabb/tjej nummer 134.
Maud deltog vid de andra Kvinnliga Internationella Idrottsspelen 1926 i Göteborg och vid de nionde Olympiska sommarspelen 1928 i Amsterdam där hon tävlade på 100 meter (utslagen i semifinal) samt i stafett 4 x 100 meter (utslagen i försöken).
Hon var svärmor till Benny Andersson. Maud Nörklit är begravd på Sandsborgskyrkogården i Stockholm.